# بژوزکی (استان پومرانی غربی)
بژوزکی (به لهستانی:  Brzózki) یک روستا در لهستان است که در گمینا نووه وارپنو واقع شده‌است. بژوزکی ۱۶۰ نفر جمعیت دارد.